# Distribución normal envuelta

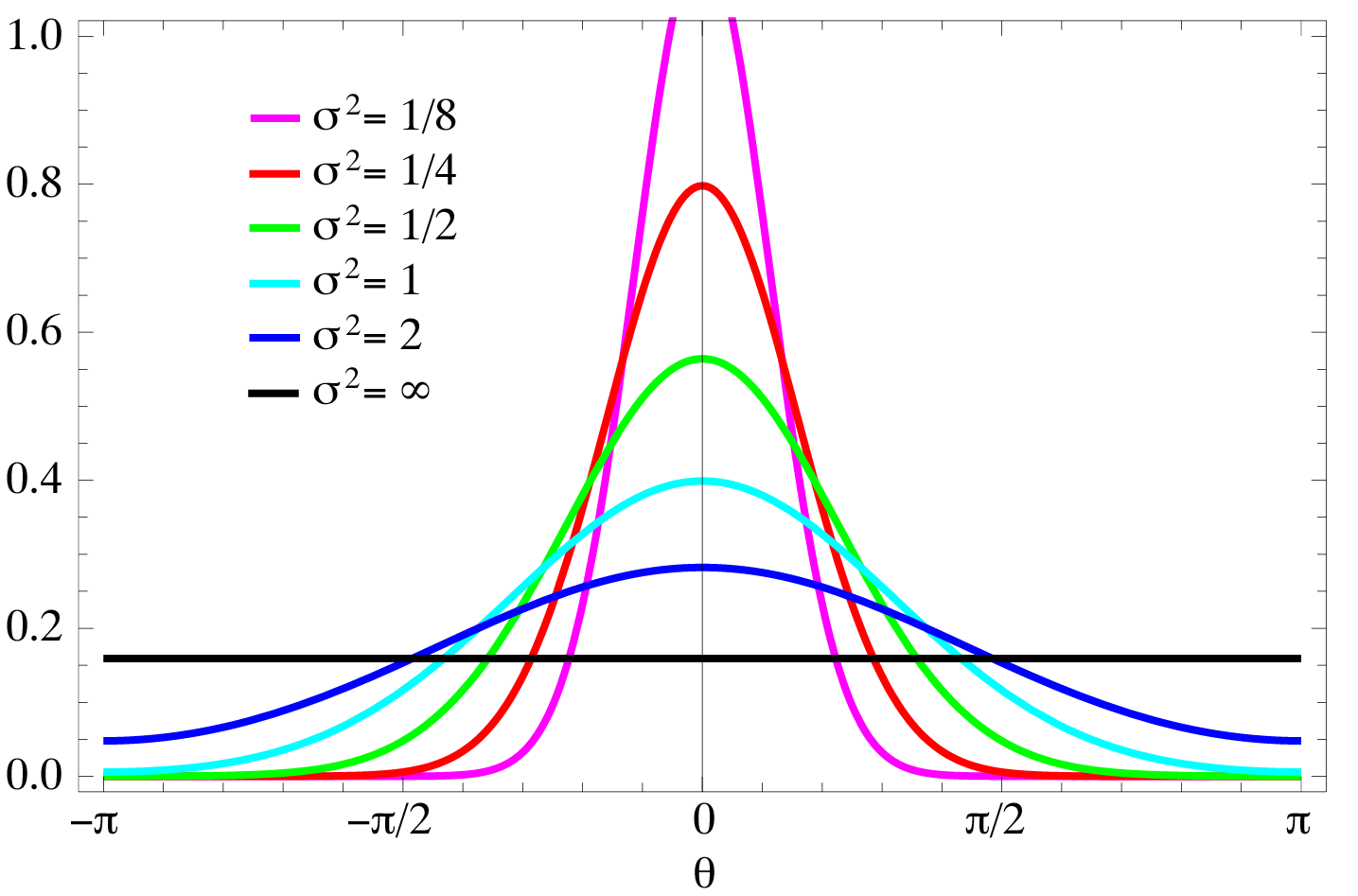
El soporte se elige para ser [-π, π] con μ = 0

En teoría de probabilidad y estadística direccional, una distribución normal envuelta es una distribución de probabilidad envuelta que resulta de "envolver" la distribución normal alrededor de la circunferencia goniométrica. Se aplica en la teoría de movimiento browniano y es una solución a la ecuación del calor con condiciones de frontera periódicas. Es aproximada por la distribución de von Mises, la cual, debida a su simplicidad matemática y tratabilidad, es la distribución comúnmente más utilizada en estadística direccional.
La función de densidad de probabilidad de la distribución normal envuelta es
{\displaystyle f_{WN}(\theta ;\mu ,\sigma )={\frac {1}{\sigma {\sqrt {2\pi }}}}\sum _{k=-\infty }^{\infty }\exp \left[{\frac {-(\theta -\mu +2\pi k)^{2}}{2\sigma ^{2}}}\right],}
donde μ y σ son la media y la desviación estándar de la distribución normal no envuelta, respectivamente. Expresando la función de densidad de probabilidad de arriba en términos de la función característica de la de distribución normal resulta en:
{\displaystyle f_{WN}(\theta ;\mu ,\sigma )={\frac {1}{2\pi }}\sum _{n=-\infty }^{\infty }e^{-\sigma ^{2}n^{2}/2+in(\theta -\mu )}={\frac {1}{2\pi }}\vartheta \left({\frac {\theta -\mu }{2\pi }},{\frac {i\sigma ^{2}}{2\pi }}\right),}
donde {\displaystyle \vartheta (\theta ,\tau )} es la función theta de Jacobi, dada por 
Y{\displaystyle \vartheta (\theta ,\tau )=\sum _{n=-\infty }^{\infty }(w^{2})^{n}q^{n^{2}}{\text{ where }}w\equiv e^{i\pi \theta }}{\displaystyle q\equiv e^{i\pi \tau }.}
La distribución normal envuelta también puede ser expresada en términos del producto triple de Jacobi:
{\displaystyle f_{WN}(\theta ;\mu ,\sigma )={\frac {1}{2\pi }}\prod _{n=1}^{\infty }(1-q^{n})(1+q^{n-1/2}z)(1+q^{n-1/2}/z).}
donde {\displaystyle z=e^{i(\theta -\mu )}\,} y {\displaystyle q=e^{-\sigma ^{2}}.}

## Momentos
En términos de la variable circular {\displaystyle z=e^{i\theta }} los momentos circulares de la distribución normal envuelta son la función característica de la distribución normal evaluada en argumentos enteros:
{\displaystyle \langle z^{n}\rangle =\int _{\Gamma }e^{in\theta }\,f_{WN}(\theta ;\mu ,\sigma )\,d\theta =e^{in\mu -n^{2}\sigma ^{2}/2}.}
donde {\displaystyle \Gamma \,} es un intervalo de longitud {\displaystyle 2\pi }. El primer momento es entonces el valor promedio de z, también conocido como la media resultante, o vector resultante promedio:
{\displaystyle \langle z\rangle =e^{i\mu -\sigma ^{2}/2}}
El ángulo medio es
{\displaystyle \theta _{\mu }=\mathrm {Arg} \langle z\rangle =\mu }
y la longitud de la media resultante es
{\displaystyle R=|\langle z\rangle |=e^{-\sigma ^{2}/2}}
La desviación estándar circular, la cual es una medida útil de dispersión para la distribución normal envuelta y su pariente cercano, la distribución de von Mises, está dada por:
{\displaystyle s=\ln(R^{-2})^{1/2}=\sigma }

## Estimación de parámetros
Una serie de N mediciones zn = e iθn muestradas de una distribución normal envuelta pueden usarse para estimar algunos parámetros de la distribución. La media de la serie z está definida por
{\displaystyle {\overline {z}}={\frac {1}{N}}\sum _{n=1}^{N}z_{n}}
Y su esperanza es el primer momento:
{\displaystyle \langle {\overline {z}}\rangle =e^{i\mu -\sigma ^{2}/2}.\,}
En otras palabras, z es un estimador imparcial del primer momento. Si  suponemos que la media μ se encuentra en el intervalo [−π, π), entonces Arg z será un estimador (parcial) de la media μ.
Viendo el zn como un conjunto de vectores en el plano complejo, el estadístico es el cuadrado de la longitud del vector promediado:
{\displaystyle {\overline {R}}^{2}={\overline {z}}\,{\overline {z^{*}}}=\left({\frac {1}{N}}\sum _{n=1}^{N}\cos \theta _{n}\right)^{2}+\left({\frac {1}{N}}\sum _{n=1}^{N}\sin \theta _{n}\right)^{2}\,}
y su valor esperado es:
{\displaystyle \left\langle {\overline {R}}^{2}\right\rangle ={\frac {1}{N}}+{\frac {N-1}{N}}\,e^{-\sigma ^{2}}\,}
En otras palabras, el estadístico
{\displaystyle R_{e}^{2}={\frac {N}{N-1}}\left({\overline {R}}^{2}-{\frac {1}{N}}\right)}
Será un estimador insesgado de e−σ2, y ln(1/Re2) será un estimador sesgado de σ2

## Entropía
La entropía de la distribución normal envuelta está definida como:
{\displaystyle H=-\int _{\Gamma }f_{WN}(\theta ;\mu ,\sigma )\,\ln(f_{WN}(\theta ;\mu ,\sigma ))\,d\theta }
donde {\displaystyle \Gamma } es cualquier intervalo de longitud {\displaystyle 2\pi }.Definiendo {\displaystyle z=e^{i(\theta -\mu )}} y {\displaystyle q=e^{-\sigma ^{2}}}, el producto triple de Jacobi para la distribución normal envuelta es:
{\displaystyle f_{WN}(\theta ;\mu ,\sigma )={\frac {\phi (q)}{2\pi }}\prod _{m=1}^{\infty }(1+q^{m-1/2}z)(1+q^{m-1/2}z^{-1})}
donde {\displaystyle \phi (q)\,} es la función de Euler. El logaritmo de la densidad de la distribución normal envuelta puede ser escrita:
{\displaystyle \ln(f_{WN}(\theta ;\mu ,\sigma ))=\ln \left({\frac {\phi (q)}{2\pi }}\right)+\sum _{m=1}^{\infty }\ln(1+q^{m-1/2}z)+\sum _{m=1}^{\infty }\ln(1+q^{m-1/2}z^{-1})}
Utilizando la expansión de Taylor para el logaritmo:
{\displaystyle \ln(1+x)=-\sum _{k=1}^{\infty }{\frac {(-1)^{k}}{k}}\,x^{k}}
Las sumas logarítmicas pueden ser escritas como:
{\displaystyle \sum _{m=1}^{\infty }\ln(1+q^{m-1/2}z^{\pm 1})=-\sum _{m=1}^{\infty }\sum _{k=1}^{\infty }{\frac {(-1)^{k}}{k}}\,q^{mk-k/2}z^{\pm k}=-\sum _{k=1}^{\infty }{\frac {(-1)^{k}}{k}}\,{\frac {q^{k/2}}{1-q^{k}}}\,z^{\pm k}}
de modo que el logaritmo de la densidad de la distribución normal envuelta puede ser escrita como:
{\displaystyle \ln(f_{WN}(\theta ;\mu ,\sigma ))=\ln \left({\frac {\phi (q)}{2\pi }}\right)-\sum _{k=1}^{\infty }{\frac {(-1)^{k}}{k}}{\frac {q^{k/2}}{1-q^{k}}}\,(z^{k}+z^{-k})}
lo que es esencialmente una serie de Fourier en {\displaystyle \theta \,}. Utilizando la representación de función característica para la distribución normal envuelta en el lado izquierdo de la integral:
{\displaystyle f_{WN}(\theta ;\mu ,\sigma )={\frac {1}{2\pi }}\sum _{n=-\infty }^{\infty }q^{n^{2}/2}\,z^{n}}
La entropía puede ser escrita como:
{\displaystyle H=-\ln \left({\frac {\phi (q)}{2\pi }}\right)+{\frac {1}{2\pi }}\int _{\Gamma }\left(\sum _{n=-\infty }^{\infty }\sum _{k=1}^{\infty }{\frac {(-1)^{k}}{k}}{\frac {q^{(n^{2}+k)/2}}{1-q^{k}}}\left(z^{n+k}+z^{n-k}\right)\right)\,d\theta }
y cuya integral resulta en:
{\displaystyle H=-\ln \left({\frac {\phi (q)}{2\pi }}\right)+2\sum _{k=1}^{\infty }{\frac {(-1)^{k}}{k}}\,{\frac {q^{(k^{2}+k)/2}}{1-q^{k}}}}